# A Budapesti Elektromos Művek székháza
A Budapesti Elektromos Művek székháza egy régi, nagy méretű ipari épületegyüttes Budapest XIII. kerületében. Műemléki védelem alatt áll.

## Cím
- 1132 Budapest, Váci út 72–74.

## Története

### Váci út 72. komplexum
- a terület: Váci út 72. / Tisza u. 1. / Visegrádi u. 77. tömb

Az épületegyüttes eredetileg a Magyar Villamossági Rt. épületének készült 1893-ban. Tervezője Pucher József volt, az épület stílusa úgynevezett ipari historizáló, azon belül neoreneszánsz.
Részei:
- irodaépület (Váci út, 1893) − 1927-ben Gerstenberger Ágost Emil és Arvé Adolf Károly még két emeletet tervezett rá, 1936-ban Szabófy Bódog kisebb átalakításokat végzett rajta
- áramfejlesztő (1893, Váci út)
- gépcsarnok (Tisza u. − Visegrádi u. sarkán, 1893)
- kazánház (1893)
- műhely (1893)
- víztisztító (1893)
- 2. kazánház (1907)
- üzemi épület (vízgépház + öltöző, 1910)
- később egyéb historizáló és modern épületeket is építettek hozzá, ezek azonban napjainkban már nem találhatóak meg

### Váci út 74. komplexum
- a terület: Váci út 74. / Dráva u. 2. tömb

A Magyar Műhely és Raktártelep Rt. részére készült 1900-ban, tervezője valószínűleg Nay Rezső Rudolf és Strausz Ödön volt. Stílusa historizáló (neoreneszánsz). Az épület 1914-től tartozik az Elektromos Művekhez.
Részei:
- közműhelytelep
- melléképület

## Képtár

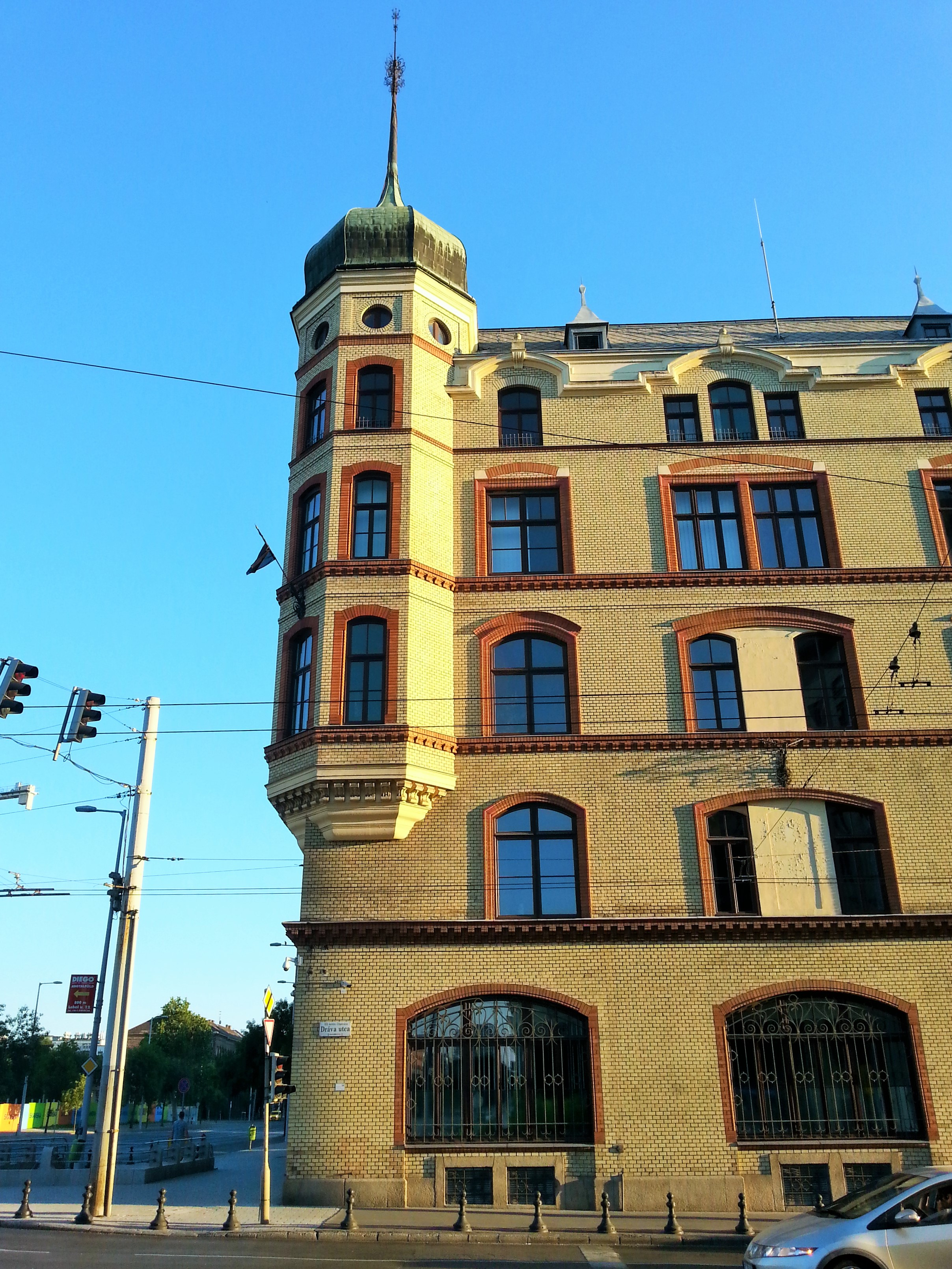
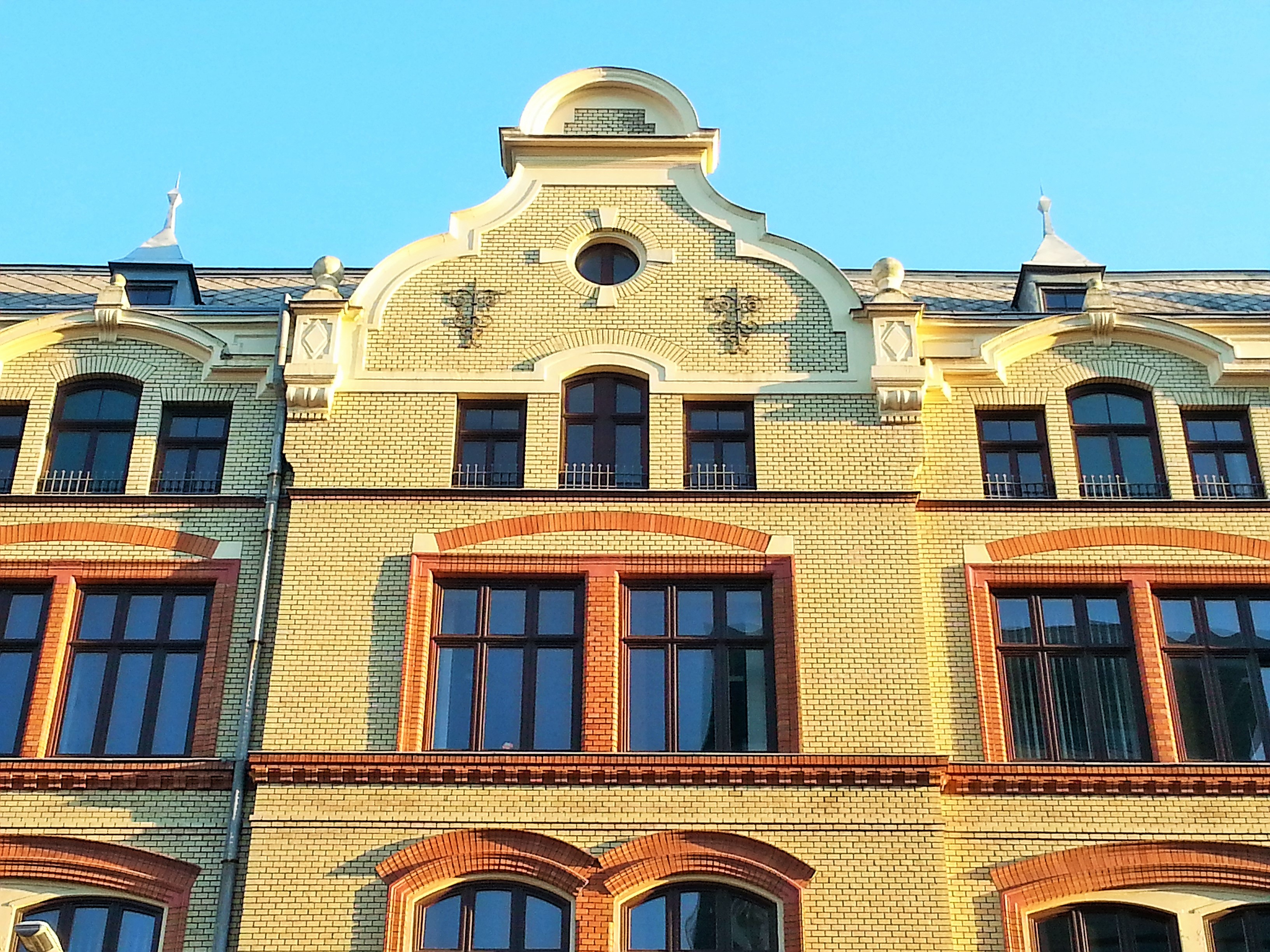
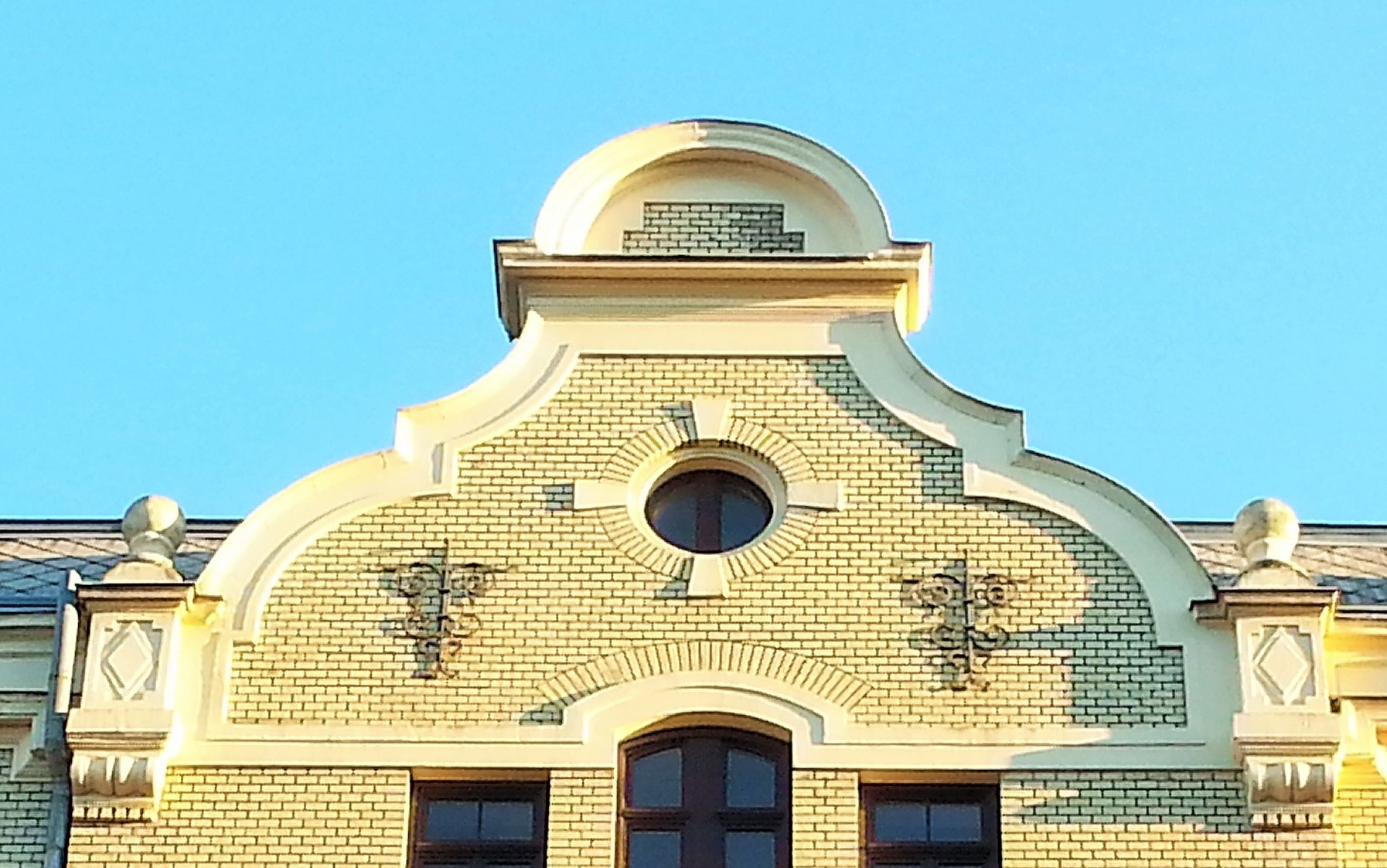
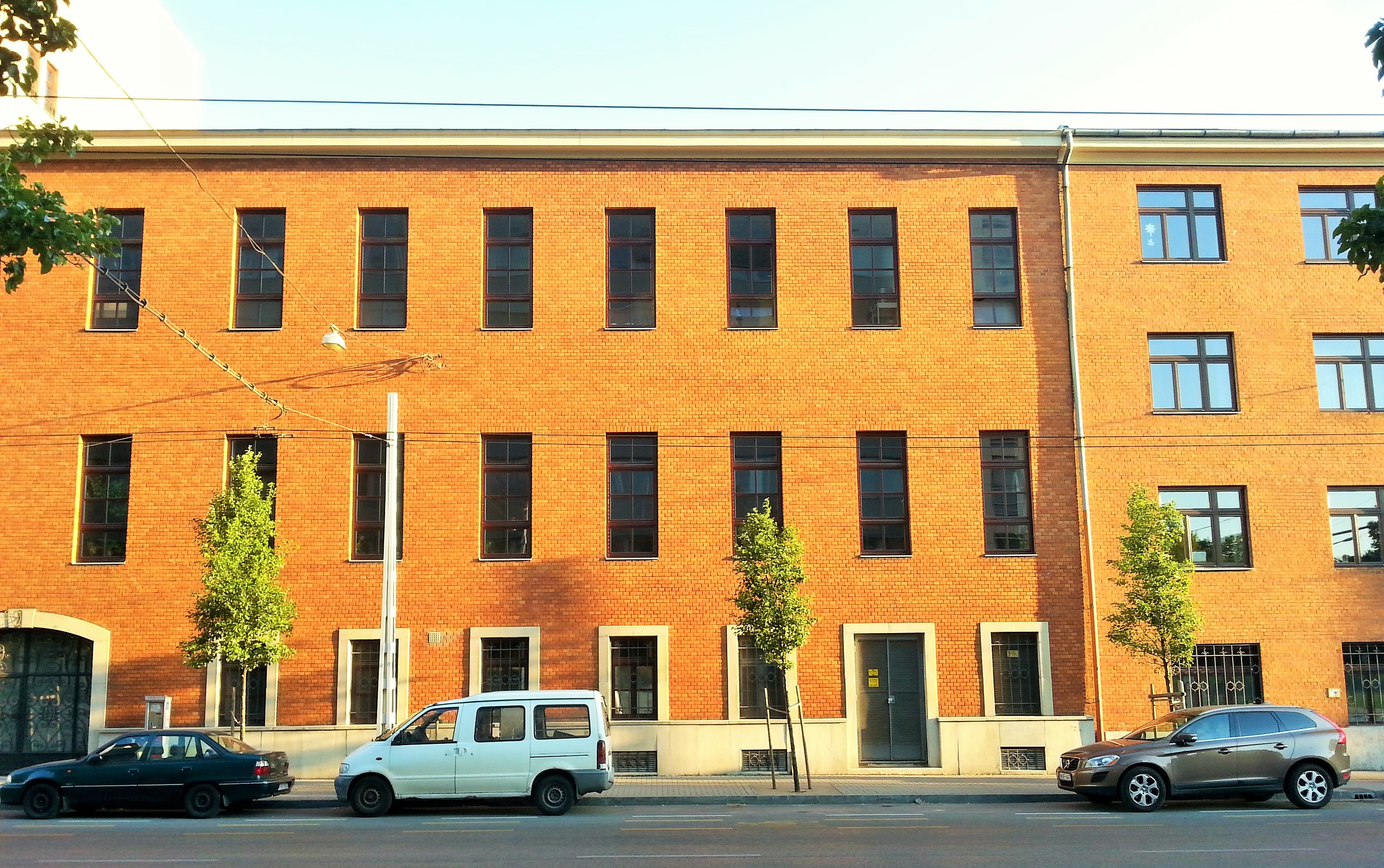
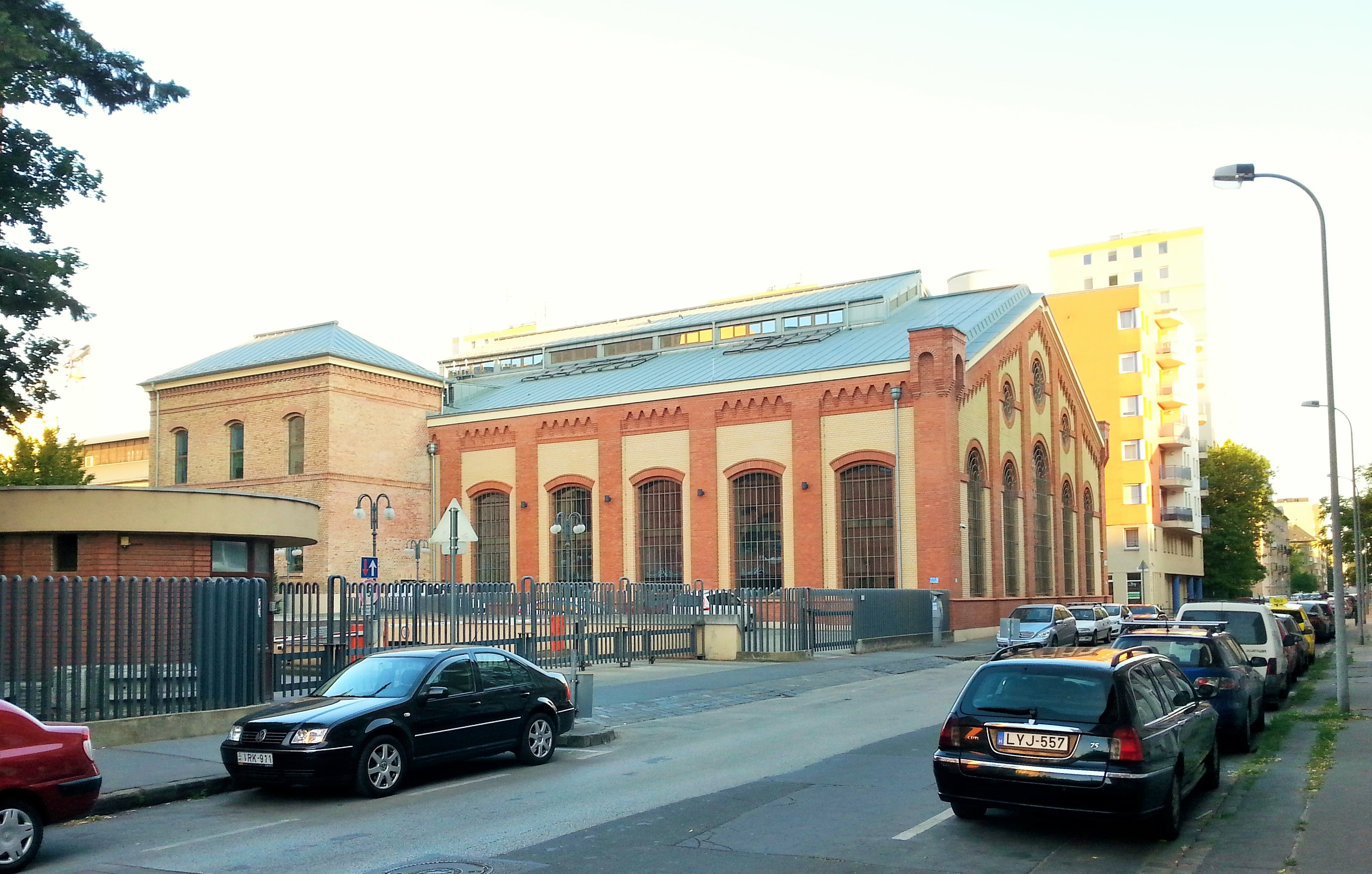
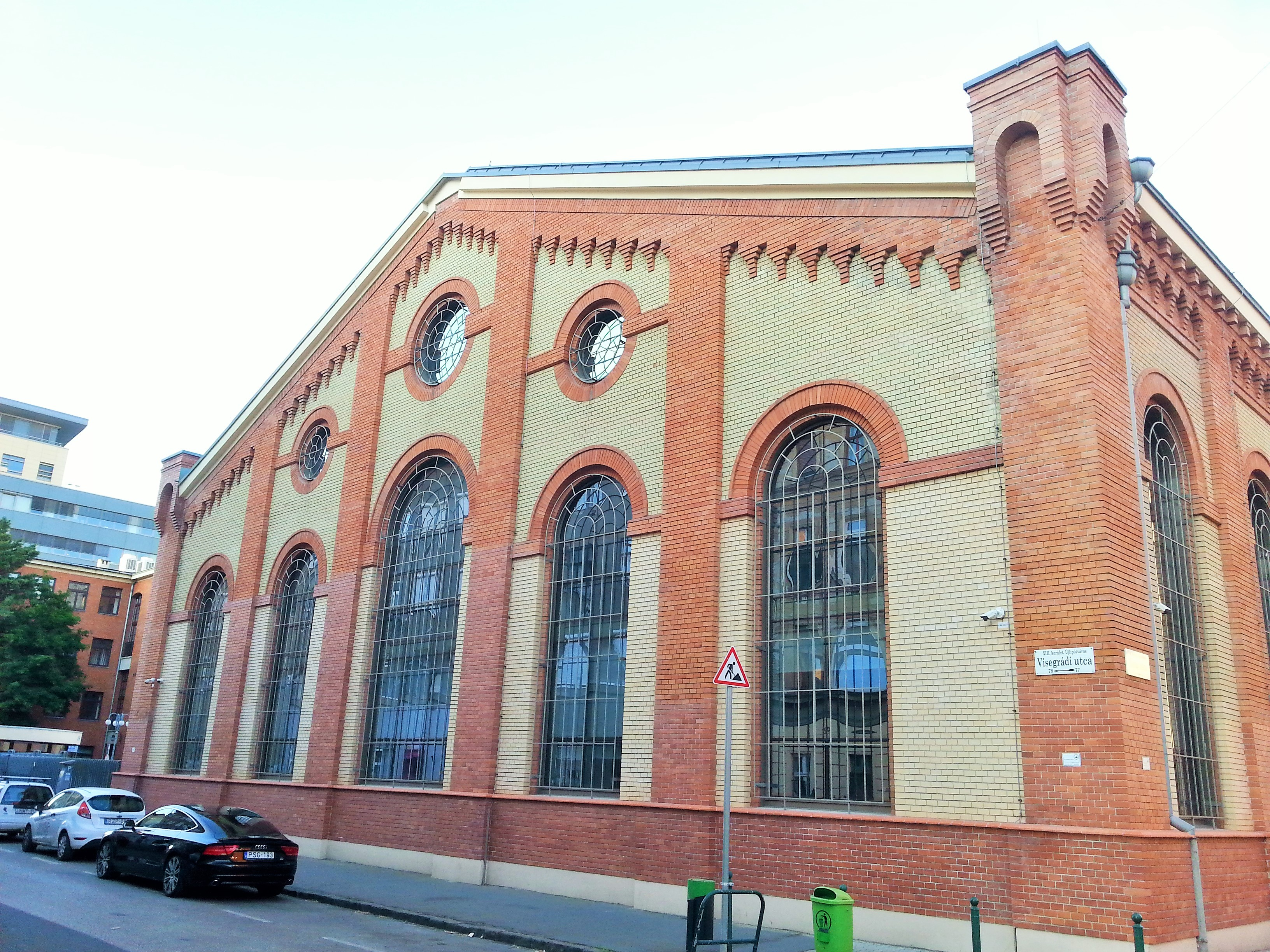
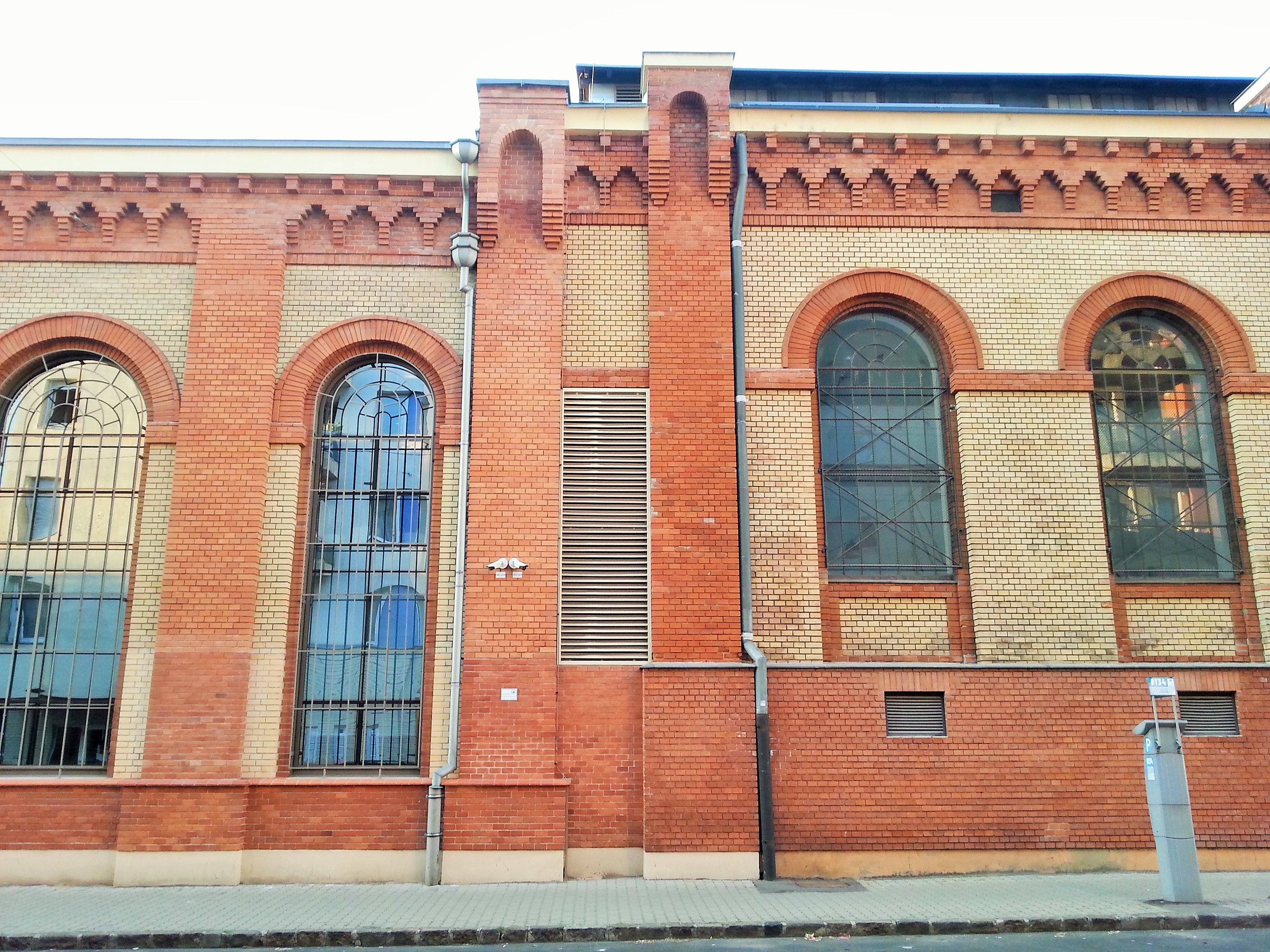
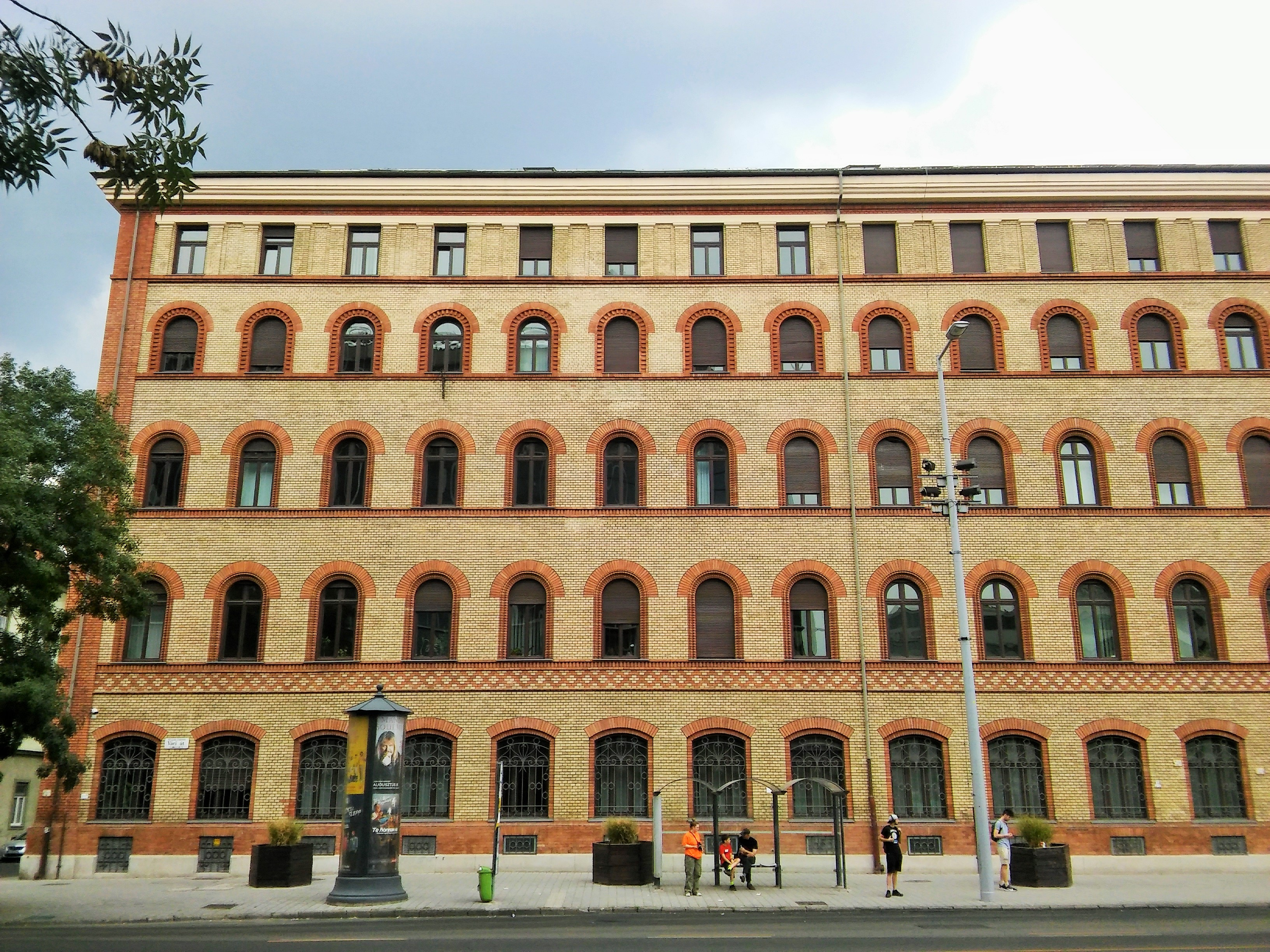
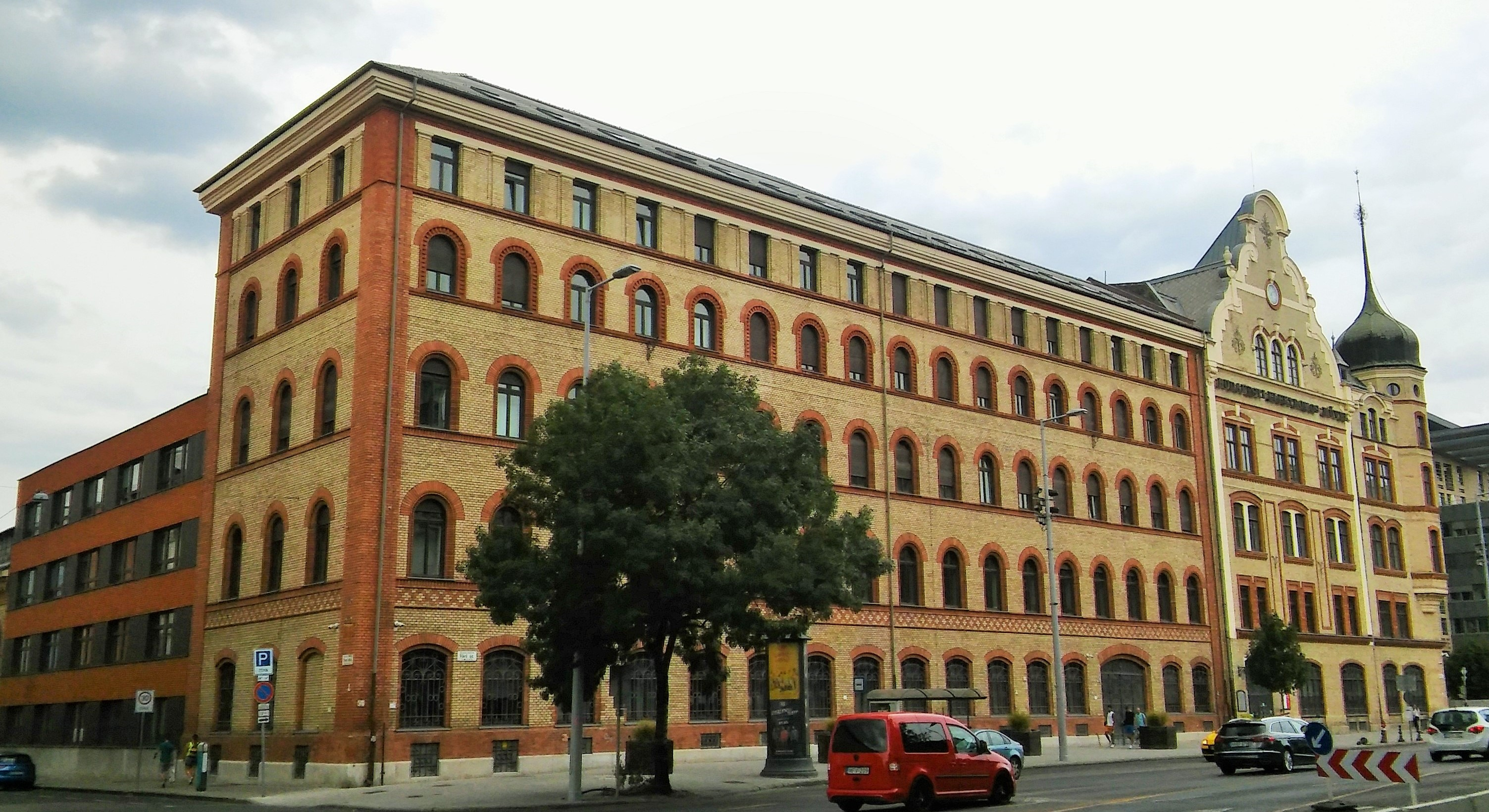